# ساوت هیون (نیویورک)
ساوت هیون (به انگلیسی: South Haven) یک منطقهٔ مسکونی در ایالات متحده آمریکا است که در شهرستان سافک، نیویورک واقع شده‌است.